# Електронска цигарета
Електронска цигарета, е-цигарета (енгл. electronic cigarette, e-cigarette, personal vaporizer), је метална цевчица направљена од нерђајућег челика, која по свом изгледу подсећа на праву цигарету. Састоји се од коморе за чување течног никотина у разним концентрацијама и мирисима, електронског регулатора и извора напајања енергијом или допуњиве батерије. Пушачи из електронске цигарете удишу испарења али је не пале, као што то чине са правом цигаретом. Она може али и не мора, да производи дим, па је зато неки пушачи користе да би избегли казну због забране пушења на јавним местима. Уместо класичног дима, пушачи из ње удишу фина испарења које производи грејно тело загревањем посуде са воденим раствором никотина у различитим концентрацијама. Сличности између класичних и електронских цигарета је само привидна, у физичком изгледу и дизајну, јер и оне ослобађају никотин, чија је концентрација у испарењима најчешће идентична оним као у конвенционалним цигаретама.

## Историја
Електронску цигарету је први патентирао и произвео Лик Хун (Lik Hun) из Кинеске корпорације „Руијан“ (Ruyan) 2004. У априлу 2006, електронску цигарету је у Европи, званично представила кинеска компанија „СБТ Руијан“, на промотивној конференцији у Аустрији.
Цигарета је у почетку продавана углавном преко интернета и других илегалних канала у земљама као што су Бразил, Уједињено Краљевство, Канада и Израел. Њихова популарност је нагло порасла упркос непостојању санитарне и медицинске регулативе и неодобравања за употребу овог производа од СЗО, све док се она званично не испита на нешкодљивост за вишегодишњу употребу.
Продавци, електронску цигарету обично описују као средство које пушачима помаже у одвикавању од пушења и ослобађање зависност од дувана. Неки дистрибутери су чак отишли толико далеко да у својим рекламама на паковањима цигарете или вебсајтовима, користе незаконито, име или лого Светске здравствене организације, лажно наводећи званично признање не именујући постојање истог.

## Утицај на здравље
Здравствени учинак примене електронских цигарета је тренутно непознат. Неколико студија повезаних са испитивањем могућих дугорочних здравствених последице од удисања никотинских пара су у току. Иако прва истраживања показују да електронска цигарета није штетна за здравље, Светска здравствена организација (СЗО) упозорава да су та истраживања још увек недовољна и да је прерано доносити такав закључак.
Према наводима произвођача и продаваца електронска цигарета представља здравију алтернативу пушењу. Здравија је због тога што не садржи у себи више од 4.000 хемијских састојака као класична цигарета. Садржи само течност са никотином. Дим који ослобађа цигарета је у суштини је водена пара обогаћена никотином.
Због тога што наводно нису штетне за околину, у већини земаља Европске уније и САД-у, употреба електронских цигарета је дозвољена на јавним местима где постоји забрана пушења класичних дуванских производа.

### Званични став СЗО
Став СЗО из 2008. године
Светска здравствена организација (СЗО) је 19. септембра 2008. контактирала 193 земље чланица ове организације које су упозорене на лажне, непроверене и неистините тврдње произвођача и дистрибутера и издала званично упозорење за јавност да не употребљава електронске цигарете, јер нема проверених научних доказа да је она безбедна и да помаже пушачима да се одвикну од пушења.
Комисија за превенцију пушења Министарства здравља Србије подржала је став Светске здравствене организације по питању употребе електронске или такозване Е-цигарете.
Др Даглас Бечер, директор одсека (Tobacco Free Initiative) Светске здравствене организације поводом појаве електронске цигарете на тржишту изнео је следећи став;
Корисници електронских цигарета удишу никотинска испарења у своја плућа а поврх тога и многе друге потенцијално токсичне састојке који још увек нису откривени и испитани и да није познат баш ни један научни доказ који би на било који начин могао да потврди да је електронска цигарета безбедна и да је ефикасно средство за одвикавање од пушења... електронска цигарета тек треба да се докаже као званична терапија, попут никотинских жвака, фластера или дражеја које помажу пушачима у постепеном ослобађању од никотинске зависности. Ако произвођачи и продавци електричних цигарета хоће да помогну пушачима у одвикавању, онда треба да поступају у складу са одговарајућим законским оквирима. То значи да би морале да се спроведу ригорозне клиничке и токсиколошке студије.
Став СЗО из 2014. године
Светска здравствена организација (СЗО) је 26. августа 2014. поново упозорила своје чланице на лажне, непроверене и неистините тврдње произвођача и дистрибутера електронских цигарета о њиховој потпуној нешкодљивости. Она је у свом званичном упозорењу за јавност (енгл. Backgrounder on WHO report on regulation of e-cigarettes and similar products навела да не постоје проверени научни докази да је електронске цигарета безбедна по здравље и да помаже пушачима да се одвикну од пушења, и инсистира (према изјави Дагласа Бечера из Светске здравствене организације):
- На увођењу регулативе у продају електронских цигарета, како би се зауставило њихово промовисање међу младима, и потпуно забранило пропагирање неосноване здравствене тврдње да су ове цигарете нешкодљиве. На тај начин минимизирао би се ризик по здравље, нарочито међу адолесцентима.
- Да, иако стручњаци Светске здравствене организације признају да су електронске цигарете мање штетне од обичних, ипак треба на адекватан начин упозорити децу, младе, труднице и жене које намеравају да рађају на дугорочне последице које могу настати у њиховом организму након употребе електронских цигарета.
- Да је СЗО у начелу против пушења и да зато указује на штетност никотина, без обзира на начин како се он уноси у организам, јер изазива велику зависност и штетно утиче на развој мозга.
- Да у електронским цигаретама није само никотин тај који је штетан, него су то и друге супстанце, међу којима су и неке, које изазивају рак (види табелу доле Хемијски састав никотинског пуњења).
- Да коришћење електронских цигарета излаже организам и других људи (непушача) штетном утицају никотина и токсичним материја из дуванског дима током њиховог заједничког боравка у затвореном простору.

### Амерички став
Америчка (ФДА) је електронске цигарете класификовала као лек чија испоруке подлеже прибављању одобрења надлежних установа, пре продаје на тржишту, исто као што је то потребно за храну, лекове и козметичка средства у складу са америчком Савезним законом за храну, лекове и козметику
У јануару 2010, ову класификацију електронских цигарета (ФДА), поништио је федерални суд, али је Апелациони суд Сједињенених Америчких Држава укинуо ову одлуку марта 2010.. Упркос томе, све већи број компанија у свету представља електронске цигарете на интернету.
У септембру 2010, (ФДА) Сједињених Америчких Држава објавила је да ће приступити доношењу регулативе око употребе електронских цигарета, јер оне спадају у лекове и уређаје за лечење. Након ове најаве, (ФДА) је предузео регулаторне мере против пет америчких фирми... „због кршења Савезног закона за храну, лекове и козметику (енгл. Federal Food, Drug, and Cosmetic Act), наводећи као разлог неосновану и лошу праксу у производњи“...
Сан франциско у Калифорнији, постао је први град у САД који је 2019. године на својој територији забранио продају електронских цигарета.

### Европски став
Након увођења у промет, овај производ је адаптиран за европско тржиште и посебно за тржиште у Уједињеном Краљевству као „електронска цигарета“. У 2007, новинар Ројтерса је посетио произвођача „СБТ Руијан“ у Пекингу, како би скренуо пажњу медија на ову технологију.
 Према Matt Salmon-у, председнику недавно основане Асоцијације за електронске цигарете, укупан број корисника електронских цигарета процењен је на 300.000 у октобру 2009, на основу резултата спроведене анкете. По мишљењу Matt Salmon-а, стварни број корисника је знатно већи од ове цифре.
Иако би требало да буду „здравије“, недавно спроведена истраживања на Универзитету Етна у Великој Британији открила су да електронска цигарета може озбиљно оштетити функцију дисања, већ након 10 минута пушења, због повећаног отпора кретању ваздуха у плућима и последично нарушене циркулације у крвном систему плућа што доводи до мањег засићења хемоглобина кисеоником и појаве хроничне хипоксије. Друга мања студија, спроведена у Грчкој, потврдила је да примена електронске цигарете има мањи утицај на функције плућа.
Недавна студија спроведена у Грчкој показала је да електронске цигарете нису претња срцу.
Доктор Константинос Фарсалинос из Оназисовог центра за кардиохирургију у Атини, на годишњем састанку Европског удружења кардиолога изнео је став да;
Електронске цигарете нису здрава навика, али су сигурније као алтернатива цигаретама од дувана. С обзиром на екстремне опасности повезане са пушењем цигарета, тренутно доступни подаци указују на то да су електронске цигарете далеко мање штетна, и да замена класичних од дувана електронским цигаретама може бити кориснија за здравље.
Фарсалинос и његов тим испитивао је функције срца 20 младих пушача пре и после пушења цигарете дувана и 22 пушача електронске цигарете. Док су пушачи дувана у овом истраживању претрпели значајнију срчани дисфункцију, укључујући повишен крвни притисак и убрзан пулс, пушачи електронских цигарета имали су само благи пораст крвног притиска. Ова клиничка студија грчких лекара је прва у свету која је проучавала промене на срцу након употребе електронских цигарета.

### Став Индије
Током 2019. години Индијска влада једне од најмногољуднијих земаља на свету, забранила је производњу, продају и увоз електронских цигарета. Међу казнама за злоупотребу ове забране је и затворска.
Иницијатива је потекла у Министарству здравља (након сазнања да у Индији има 106 милиона одраслих пушача), са циљем да се спречи да електронске цигарете у тој држави добију размере „праве епидемије“, посебно међу децом и омладином.

## Конструкција
Електронска цигарете се састоје из 4 основна дела:
Тело цигарете
Металне цевчица направљена од нерђајућег челика чини тело цигарете, у које су уграђени сви остали делови. Оно својим обликом, величином и изгледом подсећа на класичну цигарету испуњену дуваном.
Извор напајања
Батерије су погонски део или извор напајања струјом микропроцесора цигарета и лед диоде или лампице на њеном врху која опонаша жар. Батерије су најчешће литијум-јонске, пуњиве, преко за ту намену конструисаног пуњача или кабла повезаног са персоналним рачунаром.
Електронски распршивач
Електронски распршивач, или микропроцесор задужен је за контролу рада атомизера (распршивача) или уређаја за ослобађање паре из никотином обогаћеног кертриџа, приликом увлачења дима.
Никотинско пуњење (кертриџ)
Кертриџ, који је за једнократну употребу, служи као резервоар течности са никотином. Мења се када се потроши. Једно никотинско пуњење (кертриџ) траје као 80 до 50 класичних цигарета, што зависи од произвођача и навика пушача.
Електронска цигарета се аутоматски активира приликом увлачења испарења. Након престанка увлачења цигарета се аутоматски сама деактивира.
Данас у свету постоји више произвођача електронских цигарета, чији се модели разликују у величини цени и квалитету. Најновији производи све више изгледом, димензијама и осећајем на додир наликују класичној цигарети. Уз основни производ, електронску цигарету и никотинска пуњења, многи произвођачи производе и разне пратеће додатке, као нпр USB пуњач за батерију преко персоналног рачунара, пуњач за аутомобил, торбице за чување и преношење итд.

## Мере предострожности
Важно је да се пре почетка примене заменске никотинске терапије, у коју спада и примена електронске цигарете, размотре следећа ограничења и нежељена дејства.
- Пре почетка примене електронске цигарете треба престати са применом других заменских никотинских производа
- Уз консултацију са лекарем, треба престати са применом електронске цигарете ако имате мучнину, вртоглавицу, слабост, повраћање, брзо или неправилан рад срца, промене у устима или десни, или црвенило или отицање коже око усана.
- Жене које су трудне или доје треба да користе ове производе само уз сагласност лекара.
- Особе које болују од дијабетеса, срчана обољења, астмом или променама на желуцу, или су недавно прележале срчани удар, или пате од високог крвни притисак који се неуспешно контролише, неправилне откуцаје срца итд, обавезно морају да обаве разговор са лекаром пре употребе никотинске цигарета.
- Особе које користе лекове против депресије или астме, у консултацији са лекаром, морају да одреде најбољи начин одвикавања од пушења, и дозу заменске никотинске терапије која се мора прилагоди антидепресивима и антиастматицима.

### Хемијски састав никотинског пуњења
| Супстанца                 | Рецепт 1 | Рецепт 2 | Рецепт 3 | Рецепт 4 | Рецепт 5 |
| ------------------------- | -------- | -------- | -------- | -------- | -------- |
| Пропилен гликол           | 85%      | 80%      | 90%      | 80%      | <65%     |
| Никотин                   | 1,6%     | 2,4%     | 3,2%     | 0,1%     | <3%      |
| Глицерол                  | 2%       | 5%       | -        | 5%       | <20%     |
| Дуванска уља              | -        | 4%       | 4,5%     | 1%       | <5%      |
| Мириси                    | 2%       | -        | 1%       | 1%       | <5%      |
| Органске киселине         | 1%       | -        | -        | 2%       | <1%      |
| Антиоксиданти             | 1%       | -        | -        | -        | -        |
| Бутил валерат             | -        | 1%       | -        | -        | -        |
| Изопентил хексонат        | -        | 1%       | -        | -        | -        |
| Лаурил лауреат            | -        | 0,6%     | -        | -        | -        |
| Бензил бензоат            | -        | 0,4%     | -        | -        | -        |
| Метил октиницат           | -        | 0–5%     | -        | -        | -        |
| Етил хептилат             | -        | 0,2%     | -        | -        | -        |
| Хексил хексонат           | -        | 0,3%     | -        | -        | -        |
| Геранил бутилат           | -        | 2%       | -        | -        | -        |
| Ментол                    | -        | 0,5%     | -        | -        | -        |
| Лимунска киселина         | -        | 0,5%     | 2,5%     | -        | -        |
| Вода                      | -        | -        | -        | 2,9%     | <10%     |
| Алкохол                   | -        | -        | -        | 8%       | -        |
| 2,3,5-Триметилпиразин     | -        | -        | -        | -        | <1%      |
| 2,3,5,6-Тетраметилпиразин | -        | -        | -        | -        | <1%      |
| 2,3-Диметилпиразин        | -        | -        | -        | -        | <1%      |
| Ацетилпиразин             | -        | -        | -        | -        | <1%      |
| Терпинеол                 | -        | -        | -        | -        | <1%      |
| Етил малтол               | -        | -        | -        | -        | <1%      |
| Гуаикол                   | -        | -        | -        | -        | <1%      |
| Ацетилпирамидин           | -        | -        | -        | -        | <1%      |
| Окталацетон               | -        | -        | -        | -        | <1%      |